# Wuhan Open 2022
Wuhan Open 2022 er en tennisturnering, der skulle have væert spillet udendørs på hardcourt-baner i Optics Valley International Tennis Center i Wuhan, Folkerepublikken Kina i september 2022 som en del af WTA Tour 2022 i kategorien WTA 1000.
Allerede i december 2021 blev turneringen imidlertid aflyst som følge af, at WTA Tour fra og med 2022 havde suspenderet alle turneringer planlagt til afholdelse i Kina og Hongkong på grund af bekymring for tennisspilleren Peng Shuais sikkerhed og velbefindende efter hendes anklager om seksuelt krænkelse mod Zhang Gaoli, et højtstående medlem af Kinas kommunistiske parti.